# Международный конкурс скрипачей имени Венявского

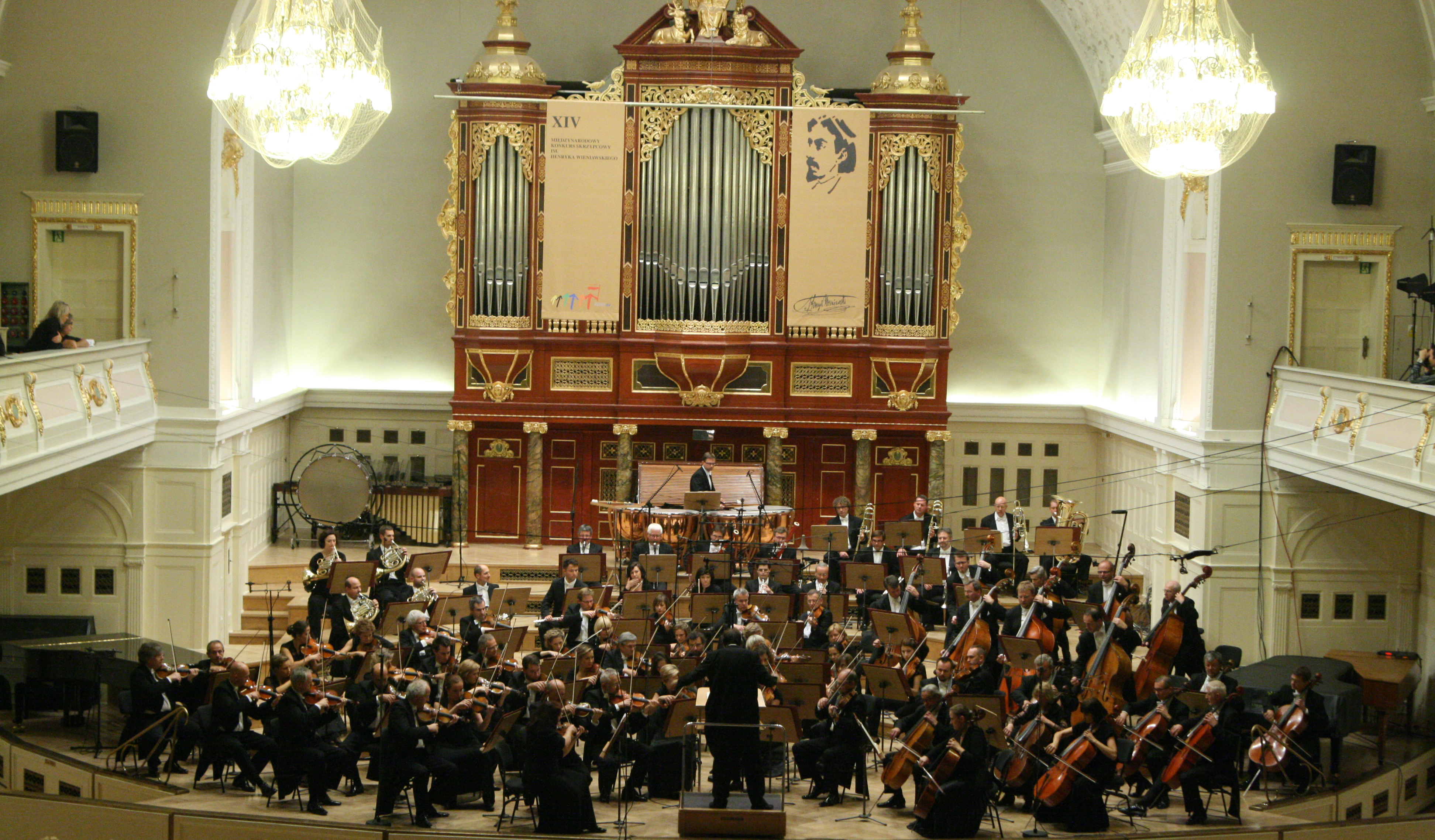
Концерт открытия 14-го Международного конкурса имени Венявского (2011)

Международный конкурс скрипачей имени Генрика Венявского (пол. Międzynarodowy Konkurs Skrzypcowy imienia Henryka Wieniawskiego) — конкурс исполнителей академической музыки, проводящийся в Польше.
Первый конкурс состоялся в Варшаве в 1935 г., к столетию со дня рождения выдающегося скрипача и композитора Генрика Венявского, по инициативе его племянника Адама Венявского и под патронатом Варшавского музыкального общества. В число лауреатов вошли, помимо занявших первое и второе места Жинетт Невё и Давида Ойстраха, такие значительные музыканты, как Борис Гольдштейн, Льерко Шпиллер, Ида Гендель.
Конкурс был возобновлён после Второй мировой войны и восстановительного периода и начиная с 1952 г. проходит каждые пять лет в Познани. С 1957 г. проходит также конкурс скрипичных мастеров.

## Лауреаты конкурса
| 1935 | Жинетт Невё (Франция) (второе место — Давид Ойстрах)                        |
| 1952 | Игорь Ойстрах (СССР) (второе место — Юлиан Ситковецкий и Ванда Вилкомирска) |
| 1957 | Роза Файн (СССР)                                                            |
| 1962 | Чарлз Трегер (США) (второе место — Олег Крыса)                              |
| 1967 | Пётр Яновский (Польша) (второе место — Михаил Безверхний)                   |
| 1972 | Татьяна Гринденко (СССР)                                                    |
| 1977 | Вадим Бродский (СССР)                                                       |
| 1981 | Кэйко Урусихара (Япония)                                                    |
| 1986 | Евгений Бушков (СССР)                                                       |
| 1991 | Бартломей Низёл и Пётр Плавнер (оба Польша)                                 |
| 1996 | первая премия не присуждена                                                 |
| 2001 | Алёна Баева (Россия)                                                        |
| 2006 | Агата Шимчевска (Польша)                                                    |
| 2011 | Соён Юн (Южная Корея)                                                       |
| 2016 | Верико Чумбуридзе (Грузия)                                                  |
| 2022 | Хина Маэда (Япония)                                                         |